# Alexander J. Dallas (officier de marine)
Pour l’article homonyme, voir Alexander J. Dallas.
Alexander James Dallas (15 mai 1791 à Philadelphie, Pennsylvanie - 3 juin 1844 à Callao, Pérou) est un officier de l'US Navy.  
Il servit durant la guerre de 1812 contre les Britanniques, lors de la Seconde guerre barbaresque contre Alger en 1815, et dans la suppression de la piraterie aux Antilles. Dallas créa et commanda le chantier naval militaire de Pensacola de 1832 à 1843 et combattit durant la Seconde Guerre séminole.
Il est le fils d'Alexander J. Dallas, ancien secrétaire au Trésor des États-Unis et le frère de George Mifflin Dallas vice-président des États-Unis de 1845 à 1849 sous James Knox Polk. Fort Dallas en Floride et le destroyer américain de la Seconde Guerre mondiale USS Dallas (DD-199) sont nommés d'après lui. Il existe un doute sur l'origine du nom de la ville de Dallas au Texas pour savoir si elle tient son nom de lui, de son frère, de son père ou d'une autre personne.

## Source
- (en) Cet article est partiellement ou en totalité issu de l’article de Wikipédia en anglais intitulé « Alexander J. Dallas (U.S. Navy officer) » (voir la liste des auteurs).